# Giải bóng đá nữ vô địch quốc gia 2022
Giải bóng đá nữ Vô địch Quốc gia 2022 (tên gọi chính thức: Giải bóng đá nữ Vô địch Quốc gia - Cúp Thái Sơn Bắc 2022) là giải đấu bóng đá lần thứ 25 của Giải bóng đá nữ vô địch quốc gia, giải đấu diễn ra thường niên do VFF tổ chức. Mùa giải chính thức khởi tranh vào ngày 30 tháng 8 năm 2022 và kết thúc vào ngày 30 tháng 10 năm 2022. Thành phố Hồ Chí Minh I là đương kim vô địch.

## Điều lệ
Giải Bóng đá nữ Vô địch Quốc gia – Cúp Thái Sơn Bắc 2022 có 7 đội bóng tham dự, gồm: Hà Nội I Watabe (đổi tên thành Hà Nội I), Hà Nội II Watabe (đổi tên thành Hà Nội II), Phong Phú Hà Nam, Thành phố Hồ Chí Minh I và Thành phố Hồ Chí Minh II, Than Khoáng Sản Việt Nam và Thái Nguyên T&T.
Về thể thức thi đấu: 7 đội bóng thi đấu vòng tròn hai lượt (lượt đi và lượt về) tập trung tại địa phương đăng cai để tính điểm, xếp hạng từ hạng Nhất đến hạng Bảy; Giải bóng đá nữ VĐQG Cúp Thái Sơn Bắc 2020 tiếp tục áp dụng quy định mỗi đội được phép thay thế tối đa 5 cầu thủ trong tối đa 3 lần thay.

## Các đội bóng

### Thay đổi đội bóng
Do hợp đồng tài trợ với Watabe Wedding đã kết thúc nên Hà Nội đã xóa tên Watabe khỏi tên của họ.

### Sân vận động và địa điểm thi đấu
Giải đấu thi đấu tại các địa điểm tập trung như các mùa giải trước. Các trận đấu của nửa đầu mùa giải sẽ diễn ra tại Trung tâm đào tạo bóng đá trẻ Việt Nam, quận Nam Từ Liêm, Hà Nội. Lượt về sẽ diễn ra trên sân Hà Nam, Phủ Lý.

### Các đội bóng
| Số thứ tự | Đội bóng                 | Huấn luyện viên  | Đội trưởng            | Nhà sản xuất áo đấu | Nhà tài trợ              |
| --------- | ------------------------ | ---------------- | --------------------- | ------------------- | ------------------------ |
| 1         | Hà Nội I                 | Jong Song Chon   | Bùi Thúy An           | Tự sản xuất         | Tập đoàn LS Thái Sơn Bắc |
| 2         | Hà Nội II                | Đặng Quốc Tuấn   | Nguyễn Thị Thúy       | Tự sản xuất         | Tập đoàn LS Thái Sơn Bắc |
| 3         | Phong Phú Hà Nam         | Phạm Văn Hải     | Nguyễn Thị Tuyết Dung | Grand Sport         | Mollis Hà Nội            |
| 4         | Than Khoáng sản Việt Nam | Đoàn Minh Hải    | Lê Thị Diễm My        | Tự sản xuất         | Vinacomin                |
| 5         | Thái Nguyên T&T          | Đoàn Việt Triều  | Trần Thị Thuý Nga     | Tự sản xuất         | T&T Group                |
| 6         | Thành phố Hồ Chí Minh I  | Đoàn Thị Kim Chi | Trần Thị Thùy Trang   | Tự sản xuất         | Tập đoàn LS              |
| 7         | Thành phố Hồ Chí Minh II | Nguyễn Hữu Thắng | Đoàn Thị Ngọc Phương  | Tự sản xuất         | Tập đoàn LS              |

## Bảng xếp hạng

### Xếp hạng tổng
| VT | Đội                      | ST | T | H | B  | BT | BB | HS  | Đ  | Chung cuộc |
| -- | ------------------------ | -- | - | - | -- | -- | -- | --- | -- | ---------- |
| 1  | Thành phố Hồ Chí Minh I  | 12 | 9 | 3 | 0  | 28 | 6  | +22 | 30 | Vô địch    |
| 2  | Hà Nội I                 | 12 | 8 | 2 | 2  | 25 | 3  | +22 | 26 | Á quân     |
| 3  | Than Khoáng Sản Việt Nam | 12 | 6 | 3 | 3  | 17 | 9  | +8  | 21 | Hạng ba    |
| 4  | Thái Nguyên T&T          | 12 | 5 | 4 | 3  | 18 | 10 | +8  | 19 |            |
| 5  | Phong Phú Hà Nam         | 12 | 5 | 2 | 5  | 13 | 15 | −2  | 17 |            |
| 6  | Hà Nội II                | 12 | 1 | 1 | 10 | 2  | 28 | −26 | 4  |            |
| 7  | Thành phố Hồ Chí Minh II | 12 | 0 | 1 | 11 | 2  | 34 | −32 | 1  |            |

### Vị trí theo vòng
| Đội ╲ Vòng               | 1        | 2 | 3 | 4 | 5 | 6 | 7 | 8 | 9 | 10 | 11 | 12 | 13 | 14 |   |
| ------------------------ | -------- | - | - | - | - | - | - | - | - | -- | -- | -- | -- | -- | - |
| Đội ╲ Vòng               | Hà Nội I | 1 | 2 | 2 | 3 | 3 | 3 | 2 | 3 | 2  | 2  | 2  | 1  | 2  | 2 |
| Hà Nội II                | 6        | 6 | 6 | 6 | 6 | 6 | 6 | 6 | 6 | 6  | 6  | 6  | 6  | 6  |   |
| Thành phố Hồ Chí Minh I  | 2        | 1 | 1 | 1 | 1 | 1 | 1 | 1 | 1 | 1  | 1  | 2  | 1  | 1  |   |
| Thành phố Hồ Chí Minh II | 7        | 7 | 7 | 7 | 7 | 7 | 7 | 7 | 7 | 7  | 7  | 7  | 7  | 7  |   |
| Phong Phú Hà Nam         | 5        | 5 | 5 | 4 | 4 | 5 | 5 | 5 | 5 | 4  | 4  | 5  | 4  | 5  |   |
| Thái Nguyên T&T          | 4        | 3 | 3 | 2 | 2 | 2 | 4 | 4 | 4 | 5  | 5  | 4  | 5  | 4  |   |
| Than Khoáng sản Việt Nam | 3        | 4 | 4 | 5 | 5 | 4 | 3 | 2 | 3 | 3  | 3  | 3  | 3  | 3  |   |

## Kết quả
| Nhà \ Khách              | HN1 | HN2 | HC1 | HC2 | PHN | TNT | TKS |
| ------------------------ | --- | --- | --- | --- | --- | --- | --- |
| Hà Nội I                 | —   | 5–0 | 0–0 | 4–0 | 2–0 | 1–0 | 0–0 |
| Hà Nội II                | 0–5 | —   | 0–3 | 1–0 | 0–1 | 0–3 | 0–1 |
| Thành phố Hồ Chí Minh I  | 2–1 | 2–0 | —   | 5–1 | 2–0 | 1–1 | 2–1 |
| Thành phố Hồ Chí Minh II | 0–3 | 1–1 | 0–6 | —   | 0–1 | 0–2 | 0–4 |
| Phong Phú Hà Nam         | 0–2 | 2–0 | 1–3 | 2–0 | —   | 0–0 | 1–2 |
| Thái Nguyên T&T          | 0–2 | 2–0 | 1–2 | 4–0 | 2–2 | —   | 2–1 |
| Than Khoáng sản Việt Nam | 1–0 | 3–0 | 0–0 | 1–0 | 2–3 | 1–1 | —   |

## Thống kê mùa giải
Tính đến ngày 30 tháng 10 năm 2022

### Tốp ghi bàn
| Xếp hạng | Cầu thủ              | Câu lạc bộ               | Số bàn thắng |
| -------- | -------------------- | ------------------------ | ------------ |
| 1        | Vũ Thị Hoa           | Hà Nội I                 | 9            |
| 2        | Lê Thị Thuỳ Trang    | Thái Nguyên T&T          | 7            |
| 3        | Trần Thị Thùy Trang  | Thành phố Hồ Chí Minh I  | 6            |
| 4        | Ngọc Minh Chuyên     | Thái Nguyên T&T          | 5            |
| 4        | Phạm Hải Yến         | Hà Nội I                 | 5            |
| 6        | Ngân Thị Vạn Sự      | Hà Nội I                 | 4            |
| 6        | Tạ Thị Thuỷ          | Phong Phú Hà Nam         | 4            |
| 8        | Ngô Thị Hồng Nhung   | Thành phố Hồ Chí Minh I  | 3            |
| 8        | Nguyễn Thị Thuý Hằng | Than Khoáng Sản Việt Nam | 3            |
| 8        | Nguyễn Thị Vạn       | Than Khoáng Sản Việt Nam | 3            |

Source: Soccerway

#### Lập Hat-trick
| Cầu thủ          | Đội bóng        | Đội thủ                  | Kết quả | Ngày                 |
| ---------------- | --------------- | ------------------------ | ------- | -------------------- |
| Vũ Thị Hoa       | Hà Nội I        | Thành phố Hồ Chí Minh II | 4–0 (H) | 31 tháng 8 năm 2022  |
| Ngân Thị Vạn Sự  | Hà Nội I        | Hà Nội II                | 5–0 (H) | 3 tháng 9 năm 2022   |
| Ngọc Minh Chuyên | Thái Nguyên T&T | Thành phố Hồ Chí Minh II | 4–0 (H) | 21 tháng 10 năm 2022 |

## Tổng kết mùa giải
- Đội Vô địch: Thành phố Hồ Chí Minh I
- Đội thứ Nhì: Hà Nội I
- Đội thứ Ba: Than Khoáng sản Việt Nam
- Đội đoạt giải phong cách: Thái Nguyên T&T
- Cầu thủ ghi nhiều bàn thắng nhất giải: Vũ Thị Hoa (Hà Nội I, 9 bàn)
- Thủ môn xuất sắc nhất giải: Đào Thị Kiều Oanh (Hà Nội I)
- Cầu thủ xuất sắc nhất giải: Trần Thị Thuỳ Trang (Thành phố Hồ Chí Minh I)